# Flock of Dudes
Flock of Dudes è un film del 2016 diretto da Bob Castrone. Il film è stato presentato in anteprima al LA Film Festival il 13 giugno 2015 ed è interpretato da Chris D'Elia, Hannah Simone e Hilary Duff. È uscito negli Stati Uniti il 30 settembre 2016. Le riprese sono iniziate nel giugno 2013 a Los Angeles e Whittier, in California. Flock of Dudes è entrato in post-produzione nell'agosto 2013.

## Trama
Adam (Chris D'Elia) è un ragazzo di 30 anni che vive uno stile di vita ridicolo con i suoi tre amici di una vita. Dopo essere stato sfrattato dalla casa che hanno rovinato insieme, e la sua ex inizia a frequentare una celebrità di successo, Adam decide che è tempo di crescere "rompendo" con i suoi amici.

## Accoglienza
Su Rotten Tomatoes, il film ha un indice di approvazione del 36% basato su 11 recensioni, con una valutazione media di 5,33/10.